# Учитељско друштво у Пироту
Учитељско друштво у Пироту је формирано у Пироту 23. новембра 1886. године а престало је са радом у годинама првог светског рата. 

## Почеци
У пиротском крају су постојали учитељски зборови пре 1879. године међутим не постоје докази колико су учитељи били активни. Када су правила учитељског збора округа пиротског 19. новембра 1879. године упућена министру просвете, Раша Милошевић, заступник директора пиротске Гимназије, добио је одговор следеће садржине: "Враћају вам се Правила учитељског збора окрута пиротског. Министар не налази за умесно одобравати нарочити учитељски збор за округ пиротски, до год се ова питања начелно не уреде за све округе подједнако. Поднесени Нацрт уређења не би се могао ни примити онакав какав је, пошто уноси у круг свога рада и друга питања која не иду чисто у облас наставе и школе. Међутим, ћете учитеље који су се потписали на Правилима известити да ће Министарство о идуђем школском одмору наредити опште учитељске зборове на једном или више места ради практичног вежбања."
Министарство је 1882. године послало допис које се тиче учитељских зборова. Ту се наводи да зборови не смеју бити у радним данима као и за време службе у цркви, у дане празника јер са децом треба да певају. Такође у допису се наводи да учитељи треба да траже дозволу од стараоца школа за зборове.

### Формирање учитељског друштва
Прво пиротско учитељско друштво је образовано 23. новембра 1886. године. Први састанак је одржан истог датума. Тада је уписано 17 редовних чланова, учитеља и учитељица као и 2 помажућа члана. На наредним састанцима је расправљано о реорганизацији школа источне Србије. Такође је поднет и извештај рада за школску 1886/7 и тиме је закључено да: "Чланови који нису платили улог, а нису ни на Збор дошли, у складу са правилима искључени су из чланства". 
Чланови друштва су доста полагали на стручном усавршавању те су организовали бројна теоријска и практична предавања из разних предмета. 
Удружење учитеља је донело одлуку да лист "Учитељ", дружински лист, доноси предавања и да заступа слободнији правац у погледу учитељских права. Из листа "Учитељ" се сазнаје да је било 14 зборова учитеља. 

## Активности друштва
Друштво из Пирота је организовало традиционалну Скупштину удружења учитеља Краљевине Србије 2. августа 1890. године. 
У наредном периоду, активност друштва била је велика. Покренута је иницијатива да се направи расадник, одржана је једна забава у корист учитељског удружења на којој је сакупљено 359 динара а након забаве је уписано осам нових чланова за утемељиваче. 
Владимир Радојичић, учитељ из села Извор је изнео расправу "О незгодама у којима су основне школе у пиротској крају". Ту је одлучено даучитељи обавештавају министра просвете о стању школа у пиротском крају. О проблемима у основним школама у Пироту расправљано је како на учитељским зборовима, тако и у удружењу учитеља. Један учитељ није у стању да нагомилане проблеме у основном образовању реши, али удружење је могло да нотира све што не иде у прилог основном образовању, да о томе упозна надлежне и Главни одбор учитељског удружења и да се бори за побољшање. 
Пиротски учитељи су били у борби против Обреновићевог режима и радо прихватали ставове Радикалне странке. Падом Обреновићевог апсолутизма, донет је 1904. године Закон о основним школама па су и опозициони ставови у Учитељског удружења били много оштрији. 
Половином 1908. године друштво је покренуло иницијативу за подизање учитељског дома и предложио посланицима округа да извесна сума новца из општинског буџета буде одвојена за подизање учитељског пансионата. Наредне године је Збор учитеља решио да напише историју свих наставних средстава као и да оснују Школски музеј Друштва у Пироту. 
Рад основних школа као и рад овог друштва прекинули су Балкански ратови а касније и Први светски рат. 